# Darius Reynaud
Darius Reynaud (* 29. Dezember 1985 in Luling, Louisiana) ist ein US-amerikanischer American-Football-Spieler auf der Position des Runningbacks und des Wide Receivers. Er spielt bei den Tennessee Titans in der National Football League (NFL).

## Karriere

### College
Reynaud absolvierte seine ersten Spiele für die West Virginia University 2005, allerdings nur als Ersatzspieler. Trotz sporadischer Einsätze kam er als Wide Receiver immerhin auf 297 Yards und 30 gefangene Pässe. Er half durch seinen Touchdown seinem Team zum Sieg im Sugar Bowl gegen die Georgia Bulldogs. 2006 erkämpfte sich Reynaud einen Startplatz und kam auf 520 Yards Raumgewinn, erzielte allerdings nur zwei Touchdowns. Seine vielfältigen Einsatzmöglichkeiten zeigte er in dieser Saison unter anderem gegen die Louisville Cardinals, als er den verletzten Runningback ersetzte. Er kam letztendlich auf 221 erlaufene Yards. Zusätzlich setzten ihn die West Virginia Mountaineers als Kick-Returner ein, als welcher er weitere 813 Yards erlief.
2007 wurde Darius Reynaud wieder vorrangig als Wide Receiver eingesetzt. Mit zwei Touchdowns war er maßgeblich am Sieg im Fiesta Bowl beteiligt.

### NFL
Trotz Gesprächen mit den New England Patriots während des NFL Combine, wurde Reynaud im NFL Draft 2008 von keinem Team verpflichtet. Als Free Agent kam er in dessen Folge zu den Minnesota Vikings als Kick-Returner. Er feierte sein Debüt in der 12. Woche gegen die Jacksonville Jaguars. Er kam in dieser Saison auf acht Kick-Returns mit einem Raumgewinn von 201 Yards. 2009 absolvierte er bereits elf Spiele, verbuchte dabei allerdings auch drei Fumbles. Nach dieser Saison entschieden sich die Minnesota Vikings, ihn vorwiegend als Runningback einzusetzen.
Reynaud wechselte zu Beginn der Saison 2010 gemeinsam mit Quarterback Sage Rosenfels zu den New York Giants.
Die Saison 2012 spielte er bei den Tennessee Titans. Im folgenden Jahr wurde er während der laufenden Saison entlassen und kam kurzzeitig bei den New York Jets unter, für die er zwei Spiele absolvierte.